# Marvel Studios: Gemeinsam Unbesiegbar
Marvel Studios: Gemeinsam Unbesiegbar ist eine US-amerikanische Dokumentarserie, die zum Marvel Cinematic Universe (MCU) gehört. Die Serie wurde von Marvel Studios im Februar 2021 angekündigt.

## Inhalt
Die Serie zeigt nach Veröffentlichung eines Films oder Staffelfinale einer Serie des Marvel Cinematic Universe den Entstehungsprozess und gibt Einblicke hinter die Kulissen.

## Episodenliste
| Nr. | Deutscher Titel                                           | Originaltitel                                             | Erstveröffentlichung | Deutschsprachige Erstveröffentlichung (D/A/CH) | Regie          | Drehbuch                                             |
| --- | --------------------------------------------------------- | --------------------------------------------------------- | -------------------- | ---------------------------------------------- | -------------- | ---------------------------------------------------- |
| 1   | Making of WandaVision                                     | The Making of WandaVision                                 | 12. März 2021        | 12. März 2021                                  | Bradford Baruh | Meghan Leon                                          |
| 2   | Making of The Falcon and The Winter Soldier               | The Making of The Falcon and The Winter Soldier           | 30. Apr. 2021        | 30. Apr. 2021                                  | Bradford Baruh | Meghan Leon                                          |
| 3   | Loki – Making-Of                                          | The Making of Loki                                        | 21. Juli 2021        | 21. Juli 2021                                  | Bradford Baruh | Meghan Leon                                          |
| 4   | Black Widow – Making-Of                                   | The Making of Black Widow                                 | 20. Okt. 2021        | 17. Nov. 2021                                  | Bradford Baruh | Brenton Covington                                    |
| 5   | Making of What If…?                                       | The Making of What If…?                                   | 27. Okt. 2021        | 24. Nov. 2021                                  | Bradford Baruh | Meghan Leon                                          |
| 6   | Making of Shang-Chi and the Legend of the Ten Rings       | The Making of Shang-Chi and the Legend of the Ten Rings   | 12. Nov. 2021        | 17. Nov. 2021                                  | Bradford Baruh | Amir Shoucri, Jason Hillhouse                        |
| 7   | Das Making-Of Hawkeye                                     | The Making of Hawkeye                                     | 9. Feb. 2022         | 9. Feb. 2022                                   | Bradford Baruh | Meghan Leon                                          |
| 8   | Das Making-Of Eternals                                    | The Making of Eternals                                    | 16. Feb. 2022        | 16. Feb. 2022                                  | Bradley Hogan  | Charlie Visnic                                       |
| 9   | Das Making-Of Moon Knight                                 | The Making of Moon Knight                                 | 25. Mai 2022         | 25. Mai 2022                                   | Bradford Baruh | Amir Shoucri, Jason Hillhouse                        |
| 10  | Das Making-Of Doctor Strange in the Multiverse of Madness | The Making of Doctor Strange in the Multiverse of Madness | 8. Juli 2022         | 8. Juli 2022                                   | Bradford Baruh | Steve Elkins                                         |
| 11  | Das Making-Of Ms. Marvel                                  | The Making of Ms. Marvel                                  | 3. Aug. 2022         | 3. Aug. 2022                                   | Bradford Baruh | Meghan Leon                                          |
| 12  | Das Making-Of Thor: Love and Thunder                      | The Making of Thor: Love and Thunder                      | 8. Sep. 2022         | 8. Sep. 2022                                   | Bradford Baruh | Brandon Bestenheider, Brenton Covington              |
| 13  | Das Making-Of She-Hulk: Die Anwältin                      | The Making of She-Hulk: Attorney at Law                   | 3. Nov. 2022         | –                                              | Bradford Baruh | Meghan Leon                                          |
| 14  | Das Making-Of Black Panther: Wakanda Forever              | The Making of Black Panther: Wakanda Forever              | 8. Feb. 2023         | –                                              | Bradford Baruh | Brandon Bestenheider, Brenton Covington              |
| 15  | Das Making-Of Ant-Man and the Wasp: Quantumania           | The Making of Ant-Man and the Wasp: Quantumania           | 19. Juli 2023        | –                                              | Bradford Baruh | Brandon Bestenheider, Brenton Covington              |
| 16  | Das Making-Of Guardians of the Galaxy Vol. 3              | The Making of Guardians of the Galaxy Vol. 3              | 13. Sep. 2023        | –                                              | Bradford Baruh | Meghan Leon                                          |
| 17  | Das Making-Of Secret Invasion                             | The Making of Secret Invasion                             | 20. Sep. 2023        | –                                              | Bradford Baruh | Meghan Leon, Brandon Bestenheider, Brenton Covington |
| 18  | Das Making-Of Loki: Staffel 2                             | The Making of Loki: Season 2                              | 22. Nov. 2023        | –                                              | Bradford Baruh | Meghan Leon                                          |
| 19  | Das Making-Of Echo                                        | The Making of Echo                                        | 31. Jan. 2024        | –                                              | Bradford Baruh | Brandon Bestenheider, Brenton Covington              |
| 20  | Das Making-Of The Marvels                                 | The Making of The Marvels                                 | 7. Feb. 2024         | –                                              | –              | Jesse Latour                                         |
| 21  | Das Making-of von X-Men '97                               | The Making of X-Men '97                                   | 22. Mai 2024         | –                                              | Bradford Baruh | Meghan Leon                                          |
| 22  | Das Making-of von Deadpool & Wolverine                    | The Making of Deadpool & Wolverine                        | 12. Nov. 2024        | –                                              | Brad Baruh     | Meghan Leon                                          |
| 23  | –                                                         | The Making of Agatha All Along                            | 13. Nov. 2024        | –                                              | Brad Baruh     | Meghan Leon                                          |